# Stazione di Birdhill
La stazione di Birdhill  è una stazione ferroviaria che fornisce servizio a Birdhill, North Tipperary, Irlanda. Attualmente la linea che vi passa è la ferrovia Limerick-Ballybrophy. La stazione fu aperta il 23 luglio 1860 ed è dotata di un solo binario, oltre che di un parcheggio.

## Treni
La tabella degli orari dei treni che fanno fermata qui è la seguente.
- Lunedì-Venerdì
  - Treno 06:56 verso Ballybrophy
  - Treno 08:12 verso Limerick
  - Treno 11:31 verso Limerick
  - Treno 18:18 verso Nenagh
  - Treno 20:20 verso Limerick
- Sabato
  - Treno 06:56 verso Ballybrophy
  - Treno 11:31 verso Limerick
  - Treno 17:14 verso Ballybrophy
  - Treno 20:20 verso Limerick
- Domenica
  - Treno 18:09 verso Ballybrophy
  - Treno 21:11 verso Limerick

## Servizi ferroviari
- Ferrovia Limerick-Ballybrophy

## Servizi
- Servizi igienici
- Capolinea autolinee
- Biglietteria a sportello
- Biglietteria self-service
- Distribuzione automatica cibi e bevande